# Paratrechina caeciliae
Paratrechina caeciliae är en myrart som först beskrevs av Auguste-Henri Forel 1899.  Paratrechina caeciliae ingår i släktet Paratrechina och familjen myror.

## Underarter
Arten delas in i följande underarter:
- P. c. caeciliae
- P. c. elevata